# クレーム・アングレーズ

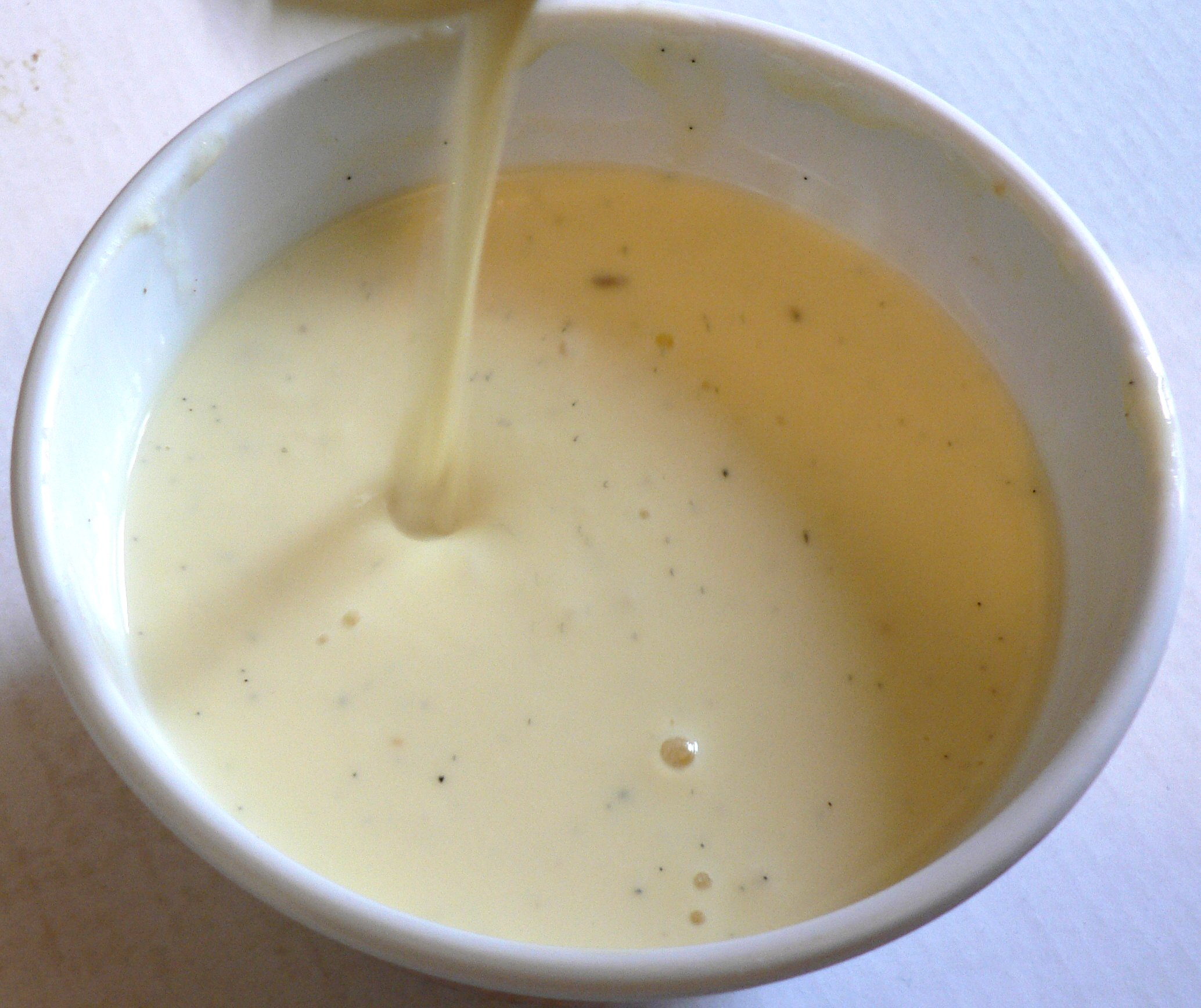
クレーム・アングレーズ

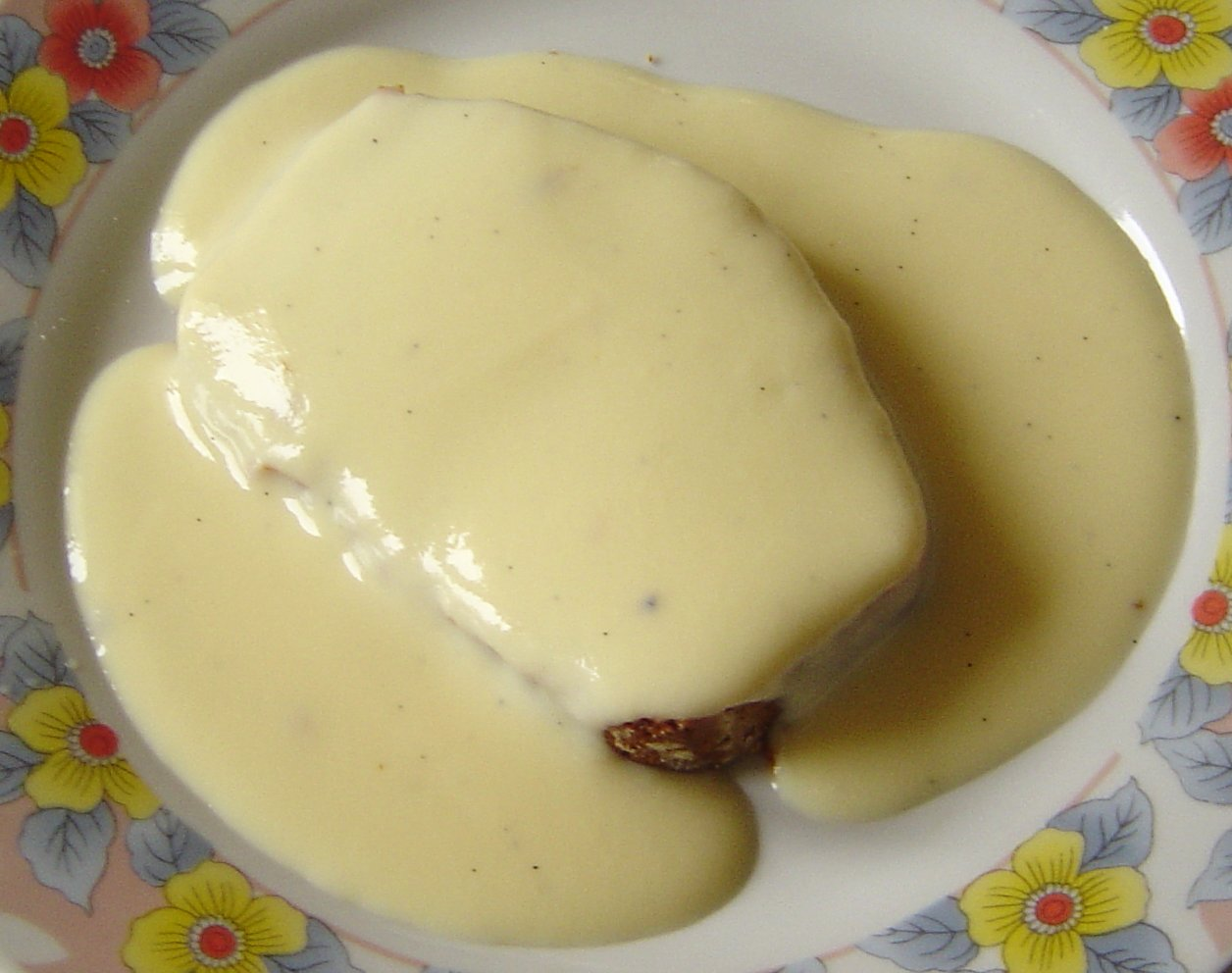
パン・デピス（フランスのジンジャーブレッド）のクレーム・アングレーズがけ

クレーム・アングレーズ（仏: Crème anglaise）は、デザートソースのひとつ。名称は「イングランドのクリーム」の意。カスタードソースの一種。菓子や果物に添えて供する。
カスタードクリーム（クレーム・パティシエール）と材料、製法はほぼ等しいが、小麦粉が入らないためとろみが少ない。